# Please Don't Leave Me
Please Don't Leave Me è una canzone scritta dalla cantante Pink insieme al produttore Max Martin, ed estratta nel 2009, come terzo singolo da Funhouse, quinto album della cantante.

## Video musicale
Il video musicale prodotto per Please Don't Leave Me è stato girato a fine 2008, e reso disponibile via internet il 27 gennaio 2009, sul canale ufficiale YouTube di Pink. In televisione invece il video è stato trasmesso in anteprima l'8 marzo 2009 sul canale televisivo britannico 4Music. La regia del video è stata affidata a Dave Meyers. Il video trae ispirazione dal film, ispirato al romanzo di Stephen King, Misery non deve morire, oltre che ad altre pellicole di genere thriller/horror, come ad esempio Shining di Stanley Kubrick (anch'esso trasposizione cinematografica dell'omonimo libro di Stephen King) e Che fine ha fatto Baby Jane? Protagonista maschile del video è l'attore Eric Lively, che affianca Pink nella storia del video.
Nel video la cantante litiga con il proprio fidanzato, che decide di andare via, ma prima di uscire di casa, scivola e cade per le scale. Al suo risveglio si trova immobilizzato a letto, "assistito" dalla cantante, vestita da infermiera, che rivela la sua natura pazzoide e malvagia. Affinché l'uomo non possa andare via gli spacca le gambe con una mazza da golf. Immobilizzato su una sedia a rotelle, l'uomo è costretto a subire ogni tipo di violenza ed umiliazione dalla cantante, fino a che lei, all'ennesimo tentativo di fuga del fidanzato, lo insegue con un'ascia tentando di ucciderlo e lui riesce ad accecarla con una bomboletta spray, che facendole perdere l'orientamento, finisce per farla cadere dalle scale. Il video si conclude con la polizia nella casa che indaga sull'accaduto, mentre Pink, ancora viva lancia un ultimo sguardo al suo amato che viene portato via in barella.
Il video simboleggia una protesta contro gli abusi domestici. 
A causa dell'alto tasso di violenza presente nel video, ne è stata montata anche una versione "censurata", dalla quale sono stati tagliati circa 11 secondi, sostituiti con altre immagini, precedentemente scartate.

## Tracce
CD singolo edizione australiana
1. "Please Don't Leave Me"
2. "Please Don't Leave Me" (Junior Vasquez Tribal Dub)

CD singolo edizione statunitense
1. "Please Don't Leave Me" (Main)
2. "Please Don't Leave Me" (Instrumental)

## Successo commerciale
Il singolo di Please Don't Leave Me, pubblicato dalla La Face Records, è stato pubblicato il 31 gennaio 2009 in Australia, ed è stata prevista la sua uscita negli altri paesi fra aprile e maggio, benché la programmazione radiofonica in molti casi è cominciata prima, così come la trasmissione del videoclip nei canali tematici.
Please Don't Leave Me ha debuttato alla posizione 46 della classifica dei singoli più venduti in Australia il 19 gennaio 2009, prima ancora della sua effettiva uscita. Nella classifica dell'airplay radiofonico invece il brano è entrato direttamente all'ottava posizione, raggiungendo la vetta due settimane dopo, e diventando il terzo singolo consecutivo di Pink a raggiungere la vetta di quella classifica. Il singolo ha anche ottenuto una discreta accoglienza in Nuova Zelanda, dove è salito fino alla posizione numero diciannove. In seguito alla pubblicazione mondiale la canzone ha ottenuto ottimi riscontri in diversi stati.
La sua lunga permanenza in classifica gli ha permesso di diventare molto nota tanto che oggi è uno dei pezzi più conosciuti di Pink (cantante) a livello europeo.

## Classifiche
| Classifica (2009)             | Posizione massima |
| ----------------------------- | ----------------- |
| Australian ARIA Singles Chart | 11                |
| Austria                       | 5                 |
| Canada                        | 17                |
| Repubblica Ceca               | 12                |
| Paesi Bassi                   | 19                |
| Europa                        | 17                |
| Germania                      | 7                 |
| Irlanda                       | 10                |
| Italia                        | 5                 |
| Lussemburgo                   | 9                 |
| Nuova Zelanda                 | 19                |
| Polonia                       | 1                 |
| Russia                        | 96                |
| Svezia                        | 37                |
| Svizzera                      | 15                |
| Turchia                       | 12                |
| Regno Unito                   | 12                |
| U.S Billboard Hot 100         | 18                |
| U.S Billboard Pop 100         | 24                |

## Date di pubblicazione
| Paese            | Data            |
| ---------------- | --------------- |
| Australia        | 31 gennaio 2009 |
| Germania         | 17 aprile 2009  |
| Regno Unito      | 27 aprile 2009  |
| Europa           | aprile 2009     |
| America del nord | 30 aprile 2009  |
| America Latina   | maggio 2009     |